# Disney Studios Australia

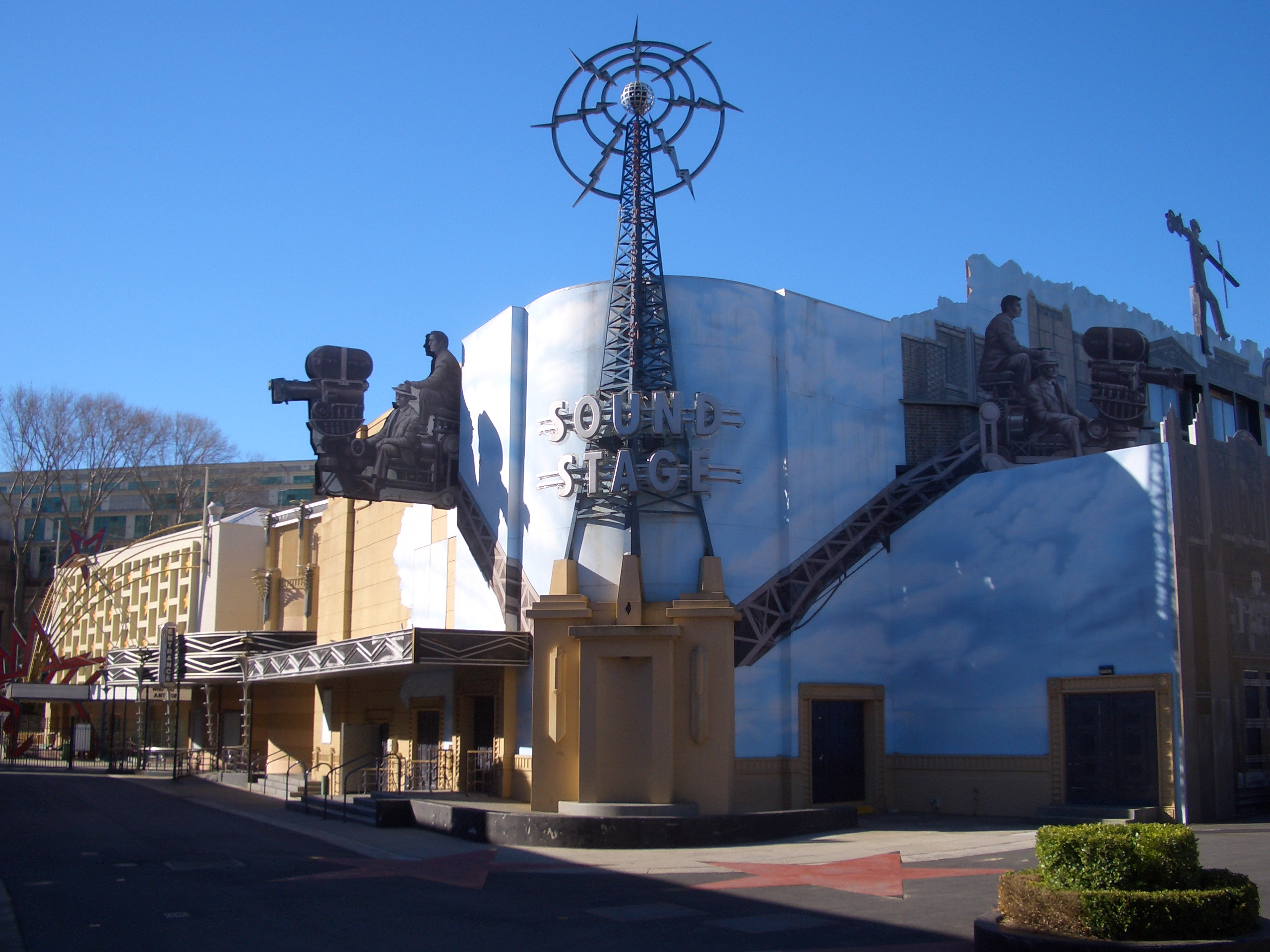
L'Entertainment Quarter, zona sud dei Fox Studios Australia.

Disney Studios Australia è uno studio cinematografico di proprietà The Walt Disney Company situato a Sydney (Australia), più di preciso nella "Sydney Showground", ex-Moore Park.
Dall'inaugurazione avutasi durante maggio 1998, nello studio sono stati filmati molti blockbuster quali Matrix, Moulin Rouge!, Superman Returns e Mission Impossible II.
Lo studio si trova a dieci minuti di macchina dal centro cittadino di Sydney, occupa un'area di 132 m² in cui si trovano uffici di produzione, palcoscenici, teatri di posa e oltre 60 imprese di produzione cinematografica.
Il conglomerato News Corporation si è accordato con il governo del Nuovo Galles del Sud per avere la licenza di occupare il territorio dei Fox Studios per un periodo di 99 anni.

## Film girati ai Fox Studios Australia
I film girati nel complesso sono molti, ma sono degni di nota:
- Dark City
- Babe va in città (Babe: Pig in the City)
- Matrix
- Farscape
- Mission: Impossible 2
- Holy Smoke - Fuoco sacro
- Moulin Rouge!
- La Spagnola
- Star Wars: Episodio II - L'attacco dei cloni (Star Wars Episode II - The Clone Wars
- Kangaroo Jack - Prendi i soldi e scappa (Kangaroo Jack)
- The Quiet American
- Matrix Reloaded
- Matrix Revolutions
- The Night We Called It a Day
- BDA Sydney
- Star Wars: Episodio III - La vendetta dei Sith (Star Wars Episode III - The Revenge of the Sith)
- The Mask 2 (Son of the Mask)
- Stealth - Arma suprema (Stealth)
- Superman Returns
- Australian Idol
- Australia
- X-Men le origini - Wolverine (X-Men Origins: Wolverine)
- Accidents Happen
- Il regno del pianeta delle scimmie